# Escut de Kosovo
L'escut de Kosovo fou adoptat arran de la declaració unilateral d'independència enfront de Sèrbia, per part del Parlament kosovar, el 17 de febrer del 2008.
Es tracta d'un escut triangular amb les vores arrodonides i amb el camper d'atzur carregat d'un mapa d'or del nou Estat acompanyat al cap per sis estrelles d'argent fent arc, en al·lusió als sis pobles constituents de Kosovo (albanesos, serbis, turcs, gitanos, bosnians i gorans). L'escut està voltat per una filiera d'or.
Els elements de l'escut són els mateixos que apareixen a la bandera, adoptada al mateix temps, segons un disseny de Muhamer Ibrahimi.
Tant el fons d'atzur com el mapa i les estrelles d'or (aleshores només tres) ja constaven a l'escut de la Missió d'Administració Provisional de les Nacions Unides a Kosovo (UNMIK segons les sigles en anglès) que es va crear al final de la guerra de Kosovo. Aquest emblema, que no va tenir mai la categoria d'escut oficial de Kosovo, duia també al cap tres dibuixos en espiral típics de l'antiga Dardània que representen un sol rotant i uns rams de llorer d'argent al voltant del mapa com a símbol de pau.

## Escuts històrics

Escut del govern autònom provisional de Kosovo (1999-2008)